# Lymari Nadal
Lymari Nadal Torres, meglio conosciuta come Lymari Nadal (Ponce, 11 febbraio 1978) è un'attrice e produttrice cinematografica portoricana, nota soprattutto per aver recitato nel film del 2007, American Gangster e nel film TV Battlestar Galactica: The Plan.

## Biografia
Nadal Torres nacque a Ponce, da Daniel Nadal e Anaida Torres . Si diplomò presso l'Academia Santa María e conseguì il suo primo diploma universitario presso la Pontificia Università Cattolica di Porto Rico. In un'intervista, si descrisse come "sangue di Ponce". Nel 2001, si trasferì a Los Angeles, e sposò l'attore e regista Edward James Olmos nel 2002.

## Filmografia

### Sceneggiatrice

#### Cinema
- América, regia di Sonia Fritz (2011)[4]

### Produttrice

#### Cinema
- América, regia di Sonia Fritz (2011)[4]

### Attrice

#### Cinema
- Ladrones y Mentirosos, regia di Ricardo Méndez Matta (2006)

- American Gangster, regia di Ridley Scott (2007)

#### Televisione
- American Family (2002)
- Battlestar Galactica, regia di Michael Rymer (2003)

- Battlestar Galactica: The Plan, regia di Edward James Olmos (2009)

## Doppiatrici italiane
Nelle versioni in italiano delle opere in cui ha recitato, Laura Leighton è stata doppiata da:
- Alessandra Chiari in Battlestar Galactica
- Barbara De Bortoli in American Gangster
- Laura Facchin in CSI: NY
- Georgia Lepore in Battlestar Galactica: The Plan